# Cheiracanthium oncognathum
Cheiracanthium oncognathum là một loài nhện trong họ Miturgidae.
Loài này thuộc chi Cheiracanthium. Cheiracanthium oncognathum được Tord Tamerlan Teodor Thorell miêu tả năm 1871.